# Natalia Wosztyl
Natalia Wosztyl (29 de agosto de 1999) es una deportista de Polonia que compite en atletismo. Ganó una medalla de bronce en el Campeonato Europeo de Atletismo Sub-23 de 2021, en la prueba de 4 × 400 m.